# Penicillium simplicissimum
Penicillium simplicissimum là một loài nấm hoạt sinh trong chi Penicillium có thể thúc đẩy tăng trưởng thực vật. Loài này xuất hiện trên thức ăn và môi trường sống chính của chúng là ở các thảm thực vật mục nát
Penicillium simplicissimum tạo ra verruculogene, fumitremorgene B, penicillic acid, viridicatumtoxin, decarestrictine G, decarestrictine L, decarestrictine H, decarestrictine I, decarestrictine K decarestrictine M, dihydrovermistatin, vermistatin và penisimplicissin 